# Archidiocèse de Mariana
L'archidiocèse de Mariana (en latin, Archidioecesis Marianensis) est une circonscription ecclésiastique de l'Église catholique au Brésil.
|  |  |

Son siège se situe dans la ville de Mariana, dans l'État du Minas Gerais.
Son archevêque est depuis 2018 Airton José dos Santos (pt).